# Louis Liard
Pour les articles homonymes, voir Liard.
Louis Liard, né le 22 août 1846 à Falaise (Calvados) et mort le 21 septembre 1917 à Paris, est un philosophe et administrateur français. 

## Biographie
Louis Liard fait ses études au collège de Falaise, puis à Paris au lycée Charlemagne et à l’École normale. Agrégé de philosophie et docteur ès lettres, il enseigne aux lycées de Mont-de-Marsan et de Poitiers, puis à la faculté des lettres de Bordeaux, où il exerce également diverses fonctions administratives. Il y fonde avec Auguste Couat les Annales de la faculté des lettres de Bordeaux, à l'origine de la Revue des études anciennes. Il est nommé recteur de l’académie de Caen en 1880, puis directeur de l’enseignement supérieur au ministère de l’Instruction publique de 1884 à 1902. Il est décoré du grade de chevalier de la Légion d'honneur en 1882, promu officier en 1886, commandeur en 1895, grand-officier en 1900, et Grand-croix en 1909. Il est nommé vice-recteur de l’académie de Paris en 1902 et est élu membre de l’Académie des sciences morales et politiques en 1903.
Il est nommé remplaçant du ministre de l'Instruction publique durant un an pendant la guerre de 1914, avant de reprendre pleinement ses fonctions de vice-recteur de l'académie de Paris. Il reste en poste jusqu'à sa mort qui survient au Palais de l'Université de Paris, le vendredi 21 septembre 1917 au matin, à quelques semaines de la retraite.
Il est inhumé au cimetière du Montparnasse le dimanche 23 septembre 1917.

## Philosophe, puis réformateur de l'enseignement supérieur
À la suite de la guerre de 1870, il acquiert la conviction que la défaite avait des causes « intellectuelles » liées au sous-développement d’une Sorbonne somnolente et sclérosée. Plusieurs de ses œuvres témoignent de cette recherche pour un renouveau de la pensée française. 
Il met ses idées en œuvre en acceptant le poste de directeur de l'enseignement supérieur en 1884, poste qu'il conserve pendant près de vingt ans. Son nom reste attaché à une profonde réforme de l'université française pendant cette période, la « réforme Liard ». 

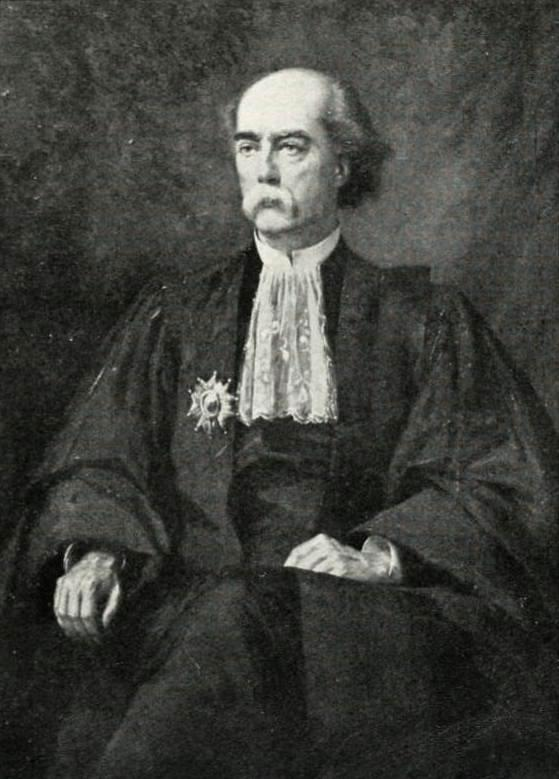
André Brouillet, Louis Liard.

La réforme de l'enseignement supérieur à la fin du XIXe siècle est d'abord marquée par la contribution majeure de Louis Liard aux Décrets Goblet de 1885.
Essuyant l'échec du projet Léon Bourgeois en 1890 qui traduisait les principales aspirations de la « Théorie de l'Université » formulé par le haut fonctionnaire, Louis Liard lutte contre une déception législative jusqu'à la loi du 10 juillet 1896 marquant la renaissance des universités françaises. Rendant à la France le titre d'université disparu en 1793, cette loi devait tout à l'action de Louis Liard.
Pourtant, la loi de 1896 réduisait les vues initiales du réformateur. Loin de former de grands foyers universitaires composés de quatre facultés (sciences, lettres, médecine et droit), cette loi a cédé le pas aux intérêts particuliers des petites facultés provinciales. Louis Liard travaille ensuite à pallier les carences de la loi, devenue le symbole d'un trop-plein de concessions.
Avec l'aide de mécènes finançant de nombreux projets au sein de l'Université de Paris, le directeur de l'Enseignement supérieur cherche à solidifier ces édifices universitaires en utilisant, de nouveau, la voie règlementaire de 1897 à 1899. Louis Liard encourage les bourses d'études, les échanges de professeurs entre universités de différents pays et les associations étudiantes afin d'instaurer une véritable vie scientifique au sein des universités françaises.
À partir de 1904, de concert avec Gustave Belot (alors inspecteur de l'enseignement primaire), il aide Alfred Binet à trouver un cadre pour ses expérimentations pédagogiques. Il est également président d'honneur de la ligue française d'éducation morale. 
Louis Liard est l'un des premiers administrateurs français à susciter les libéralités privées, expérience dont il apporte le témoignage dans son œuvre sur Les Bienfaiteurs de l'Université de Paris. La marquise Arconati Visconti devient l'une de ces personnalités importantes dont le nom est gravé en lettres d'or sur les tables en marbre rouge du vestibule de la Sorbonne, à des fins de remerciements.

## Vie familiale, relations personnelles et publiques
Louis Liard se marie en 1874 avec Marie-Françoise Armanda Jondé (1850-1941), également d'origine normande. Le couple a deux enfants, André (1876-1951) et Suzanne (1885-1975).
Louis Liard se lie d'amitié et de travail avec de grands personnages de la Troisième République. Encourageant le jeune Émile Durkheim et proche de Louis Pasteur, Louis Liard travaille en étroite collaboration avec de nombreux administrateurs, savants et hauts-fonctionnaires français comme René Goblet, Ernest Lavisse, Léon Bourgeois, Raymond Poincaré ou Jules Ferry. Louis Liard est également un personnage éminent de la franc-maçonnerie.

## Principales publications
- Des définitions géométriques et des définitions empiriques, 1873 (texte en ligne)
- Les Logiciens anglais contemporains, Éd. Germer Baillière, coll. «Bibliothèque de philosophie contemporaine», 1878
- La Science positive et la Métaphysique, Éd. Germer Baillière, coll. «Bibliothèque de philosophie contemporaine», 1879
- Lectures morales et littéraires, à l’usage de l’enseignement primaire élémentaire et de l’enseignement primaire supérieur, avec des notices et des notes, 1882
- Descartes, Paris, Éd. Germer Baillière, coll. «Bibliothèque de philosophie contemporaine», 1882
- Morale et enseignement civique à l’usage des écoles primaires : cours moyen et cours supérieur, 1883 (texte en ligne)
- Cours de philosophie : Logique, 1884 (texte en ligne)
- L’Enseignement supérieur en France, 1789-1889, 2 volumes, 1888-94
- Universités et facultés, Paris, Armand Colin, 1890
- « La nouvelle réglementation des études médicales », Revue des deux mondes, 15 octobre 1895
- « L’organisation des universités françaises », Revue Internationale de l’enseignement, 1897
- « Les Universités françaises, historique et constitution », Statistique de l’enseignement supérieur, Paris, Imprimerie nationale, 1899
- Pages éparses, 1902
- « René Goblet, Ministre de l’Instruction Publique », Revue Politique et Parlementaire, Paris, 10 février 1906
- L’Université de Paris, 2 volumes, 1909 (texte en ligne (1) (2))
- Descartes, 1911 (texte en ligne)
- « Quelques souvenirs », Revue politique et littéraire, 7 décembre 1912
- « Les bienfaiteurs de l’Université de Paris », La Revue de Paris, 1er mars 1913[7]
- « Souvenirs de petite ville », La Revue de Paris, 15 octobre 1913

## Hommages, postérité

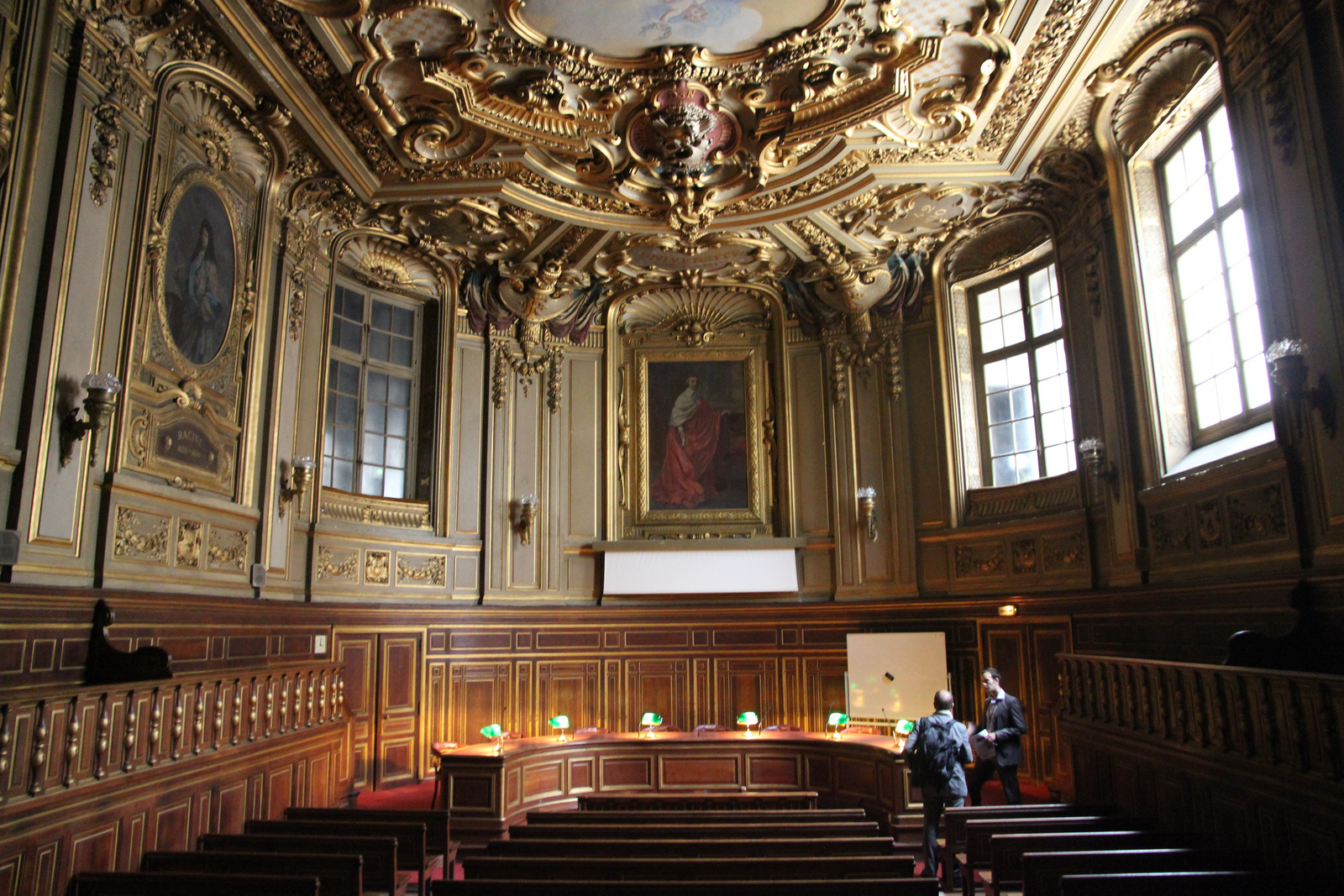
La salle Louis Liard au cœur de la Sorbonne à Paris.

- Un lycée (depuis son changement de statut d'ancien collège en 1959) et un square (inauguré en 2013 pour les 200 ans de la création dudit collège) à Falaise portent son nom. L'association des anciens élèves de cet établissement scolaire : association des anciens de Louis Liard[8], créée par Louis Liard quand il était directeur de l'Enseignement supérieur, existe encore. Grâce à cette amicale, de nombreuses actions en mémoire du haut fonctionnaire ont été permises.
- Dans la grande cour du lycée ci-dessus, se trouve un buste de Louis Liard. Il a été réalisé en 1953 par le sculpteur Augustin Lesieux[9].
- Un amphithéâtre, à la Sorbonne porte son nom[10]. Il est principalement dédié au soutien de thèses doctorales. Un buste en marbre à l'effigie Louis Liard est dans le bureau adjacent à cet amphithéâtre.
- Un prix Louis Liard de l'Académie des sciences morales et politiques récompense des ouvrages philosophiques.
- Une rue de Bordeaux porte son nom.
- La rue Liard dans le 14e arrondissement de Paris porte son nom.
- Le sculpteur Jules Chaplain a réalisé en 1893 un portrait sur plaquette bronze de Louis Liard.